# Podosoje (Runovići)
Podosoje falu Horvátországban Split-Dalmácia megyében. Közigazgatásilag Runovići községhez tartozik.

## Fekvése
Splittől légvonalban 63, közúton 87 km-re keletre, Makarskától légvonalban 17, közúton 40 km-re északkeletre, a dalmát Zagora területén, Imotska krajina középső részén, Imotskitól légvonalban 7, közúton 12 km-re délre, az Imotski-mező déli peremén  fekszik. Felette emelkedik az Osoja-hegy, melyről a nevét is kapta. Településrészei délkeletről északnyugati irányban Dragovići, Ždere, Puljizi, Garci, Jerkovići és Buljani, míg észak-déli irányban Runović felé fekszik Protrke.

## Története
A település nevét a 842 méter magas Osoja nevű hegyről kapta, mely a Biokovo-hegységgel párhuzamosan Imotski és Zagvozd között terül el. Jelentése Osoja alatti települést jelöl. Területe már a történelem előtti időkben is lakott volt. A térség első ismert népe az illírek egyik törzse a dalmátok voltak. Ezt igazolják az ókorból fennmaradt halomsírok és várak maradványai, melyek a település területén  is megtalálhatók. Podosoje határában található Liskovac történelem előtti várának maradványa. A rómaiak csak az 1. század elejére tudták véglegesen meghódítani a térséget. A szomszédos Runovići helyén feküdt a római korban Ad Novae. Itt haladt át a Salonából Ad Novaen keresztül Narona irányába menő római út. A római korban út vezetett Zagvozdról a Slivnohoz tartozó Krstaricán és a Podosojéhoz tartozó Stinicán át Ad Novae településre. A római uralom egészen 481-ig tartott. A 6. század második felében a területet elfoglalták az avarok és szláv segédnépeik. A középkori horvát állam közigazgatásában ez a terület Fehér-Horvátországhoz, azon belül az Imoti zsupánsághoz tartozott. A török 1463-ban meghódította a közeli Boszniát, majd 1493-re már ez a terület is uralmuk alá került. A török uralom idején a Hercegovaci szandzsákban az Imotski náhije területéhez tartozott. A velencei-török háborúk idején megmaradt lakossága nagyrészt a biztonságosabb tengermellékre menekült. Az 1699-es karlócai béke még török kézen hagyta. Végleges felszabadulása csak az újabb velencei-török háborút lezáró pozsareváci békével 1718-ban történt meg. Ezután a Velencei Köztársaság fennhatósága alá tartozott. A velencei uralom kezdetén lakosságát újratelepítették. Kezdetben a podbabljei plébániához tartozott, majd 1762-ben Blašković püspök megalapította az önálló runovići plébániát, melynek Podosoje is a része lett. A lakosság mezőgazdaságból és állattartásból élt, de gyakran pusztított éhínség is. A velencei uralomnak 1797-ben vége szakadt és osztrák csapatok vonultak be Dalmáciába. 1806-ban az osztrákokat legyőző franciák uralma alá került, de Napóleon lipcsei veresége után 1813-ban újra az osztrákoké lett. 1869-ben felépült az új plébániatemplom. A településnek 1880-ban 54, 1910-ben 175 lakosa volt. A 20. század elejére a megélhetés fő forrását a burgonya- és dohánytermesztés, valamint a gabonafélék adták. 1918-ban az új szerb-horvát-szlovén állam, majd később Jugoszlávia része lett. 1941. áprilisában a Független Horvát Állam része, majd 1943. szeptemberétől 1944 októberéig német megszállás alatt volt. A háború után a szocialista Jugoszláviához került. Ebben az időszakban sokan vándoroltak ki Szlavóniába. Az 1970-es évektől fokozódott a fiatalok kivándorlása a tengerentúlra és Nyugat-Európába, emiatt lakossága jelentősen csökkent. 1991 óta a független Horvátországhoz tartozik. 2011-ben a településnek már csak 40 lakosa volt.

## Lakosság
| Lakosság változása | Lakosság változása | Lakosság változása | Lakosság változása | Lakosság változása | Lakosság változása | Lakosság változása | Lakosság változása | Lakosság változása | Lakosság változása | Lakosság változása | Lakosság változása | Lakosság változása | Lakosság változása | Lakosság változása | Lakosság változása |
| ------------------ | ------------------ | ------------------ | ------------------ | ------------------ | ------------------ | ------------------ | ------------------ | ------------------ | ------------------ | ------------------ | ------------------ | ------------------ | ------------------ | ------------------ | ------------------ |
| 1857               | 1869               | 1880               | 1890               | 1900               | 1910               | 1921               | 1931               | 1948               | 1953               | 1961               | 1971               | 1981               | 1991               | 2001               | 2011               |
| 0                  | 0                  | 54                 | 62                 | 82                 | 175                | 330                | 432                | 229                | 410                | 403                | 321                | 149                | 73                 | 48                 | 40                 |

## Nevezetességei
- Szent Miklós püspök tiszteletére szentelt templomának építési ideje ismeretlen. Valószínűleg a 18. században épült, mert 1838-ban már olyan rossz állapotban volt, hogy megtiltották benne a misézést. 1967-ben teljesen felújították, de ezáltal teljesen elveszítette régi formáját.
- Liskovac ókori várának maradványai az azonos nevű 542 méteres magaslaton, közelében ókori halomsírral.

## Gazdaság
A növényi kultúrák közül a gabonafélék, a dohány és a burgonya termesztése folyik. A  lakosság korábban állattenyésztéssel is foglalkozott.